# Сборная Карлоу по гэльским играм
Сборная Карлоу по гэльским играм, как орган управления — Карлоуский совет Гэльской атлетической ассоциации или Совет графства Карлоу при Гэльской атлетической ассоциации (англ. Carlow County Board of the Gaelic Athletic Association / Carlow GAA, ирл. Cumann Luthchleas Gael Coiste Ceatharlach / CLG Ceatharlach), транслитерированное название Карлоу ГАА — команда графства Карлоу, выступающая в соревнованиях Гэльской атлетической ассоциации. Относится к числу 32 команд графств острова Ирландия, заведует развитием гэльских игр в графстве Карлоу как на уровне отдельных команд, так и всего графства.
По состоянию на 2019 год сборная по гэльскому футболу соревновалась в чемпионате Ленстера и 3-м дивизионе Национальной футбольной лиги, а сборная по хёрлингу выступала в Кубке Джо Макдонаха, втором по значимости турнире по хёрлингу среди команд Ленстера, и в дивизионе 1B Национальной лиги хёрлинга.

## Гэльский футбол

### Выступления сборной графства
У сборной Карлоу есть всего один выигранный когда-либо на уровне основных составов трофей: в 1944 году команда победила в розыгрыше чемпионата Ленстера, финал которого проходил в городе Атай в связи с боевыми действиями в Европе. В финале команда Карлоу обыграла сборную Дублина со счётом 2-6 — 1-6, взяв реванш за поражения в финалах 1941 и 1942 годов. В полуфинале всеирландского первенства сборная Карлоу проиграла команде Керри со счётом 3-3 — 0-10, из борьбы её выбил гол Падди Боуна Броснана. В 1954 году Карлоу вышел в финал Национальной лиги, обыграв Арма со счётом 1-10 — 1-7 и проиграв в финале команде Мейо.
В 1994 году Карлоу выиграл Всеирландский чемпионат B, а в 2002 году победил в розыгрыше Кубка О’Бирна, победив Уиклоу; ключевую роль сыграл Джон Невин из клуба «Олдлохлин». В 2007 году в розыгрыше чемпионата Ленстера среди дублёров Карлоу в финале проиграл Лиишь. Из других успехов выделяются победы сборной школьников во Всеирландском чемпионате 1973 года и победа в розыгрыше Всеирландского чемпионата B в 2015 году.
В сборную звёзд ГАА игроки сборной Карлоу попадали дважды: в 1994 году этой чести удостоился Колм Хэйден, в 2018 году — Пол Бродерик.
В 2013 году команды графств Карлоу и Лиишь стали первыми, которые сыграли матч по гэльскому футболу в пятницу вечером.

### Клубные выступления
На Всеирландском клубном чемпионате Карлоу выступает чуть успешнее. Пять раз чемпионом Ленстера становился клуб «Эйре Ог», один раз — «О’Ханраханс». Первую победу «Эйре Ог» одержал в сезоне 1980—1981, ради чего сборная Карлоу даже не приглашала в свой состав игроков клуба, чтобы дать им подготовиться к финалу. В том составе играл один из самых рослых полузащитников в истории ГАА, Томми Дуайер (рост 200,6 см).
В активе графства, однако, всего два Всеирландских финала: 1993 и 1996 годов. В 1993 году команда «Эйре Ог» в финале против клуба «О’Донован Росса» из Скибберина (графство Корк) свела поединок вничью 1-12 — 3-06, а в переигровке проиграла 0-8 — 1-7 при том, что в одной из встреч ей не засчитали забитый в компенсированное время гол в ворота клуба из Скибберина. В 1996 году «Эйре Ог» проиграл в финале клубу «Лаун Рейнджерс» 0-11 — 4-05.

### В культуре
В 1996 году вышел фильм Нила Джордана «Майкл Коллинз», в котором игроки клуба «Эйре Ог» сыграли роли игроков команды графства Типперэри, игравшей 21 ноября 1920 года на «Кроук Парк» матч против Дублина (сыграли игроки «Килмакод Кроукс») — в тот день ворвавшимися на стадион британскими полицейскими были расстреляны 14 человек.

### Текущий состав
- Менеджер[англ.]: Тёрлах О’Брайан
- Тренеры: Бенджи О’Брайан, Томми Уоган, Стивен Поучер

Заявка на матч четвертьфинала чемпионата Ленстера 2017 года против Дублина (3 июня 2017)
| \| Номер \| Имя \| Позиция \| Клуб \| \| ----- \| ------------------ \| --------------------- \| ------------------------------ \| \| 1 \| Крейг Кирни \| Вратарь \| Палатин \| \| 2 \| Крис Кроули \| Правый корнер-бэк \| Палатин \| \| 3 \| Шейн Редмонд \| Фулл-бэк \| Тинриленд \| \| 4 \| Конор Лоулор \| Левый корнер-бэк \| Палатин \| \| 5 \| Дэнни Моран \| Правый винг-бэк \| Тинриленд \| \| 6 \| Дэниел Сент-Леджер \| Центр-бэк \| Сент-Сильвестерс[англ.] \| \| 7 \| Гэри Келли \| Левый винг-бэк \| Маунт Ленстер Рейнджерс[англ.] \| \| 8 \| Брендан Мёрфи \| Полузащитник \| Рэтвилли \| \| 9 \| Шон Мёрфи \| Полузащитник \| Фенаг \| \| 10 \| Эоган Рут \| Правый винг-форвард \| Эйре Ог[англ.] \| \| 11 \| Дарраг Фоли \| Центр-форвард \| Килбрайд \| \| 12 \| Алан Келли \| Левый винг-форвард \| Рэтвилли \| \| 13 \| Пол Бродерик \| Правый корнер-форвард \| Тинриленд \| \| 14 \| Киаран Моран \| Фулл-форвард \| Палатин \| \| 15 \| Джон Мёрфи \| Левый корнер-форвард \| Грандж \| \| 16 \| Робби Моллой \| Вратарь \| Рэтвилли \| \| 17 \| Барри Джон Моллой \| Запасной \| Рэтвилли \| \| 18 \| Киран Нолан \| Запасной \| Файтин Кокс \| \| 19 \| Шон Ганнон \| Запасной \| Эйре Ог[англ.] \| \| 20 \| Марк Ренник \| Запасной \| Палатин \| \| 21 \| Шейн Кларк \| Запасной \| Сент-Эндрюс \| \| 22 \| Джейми Кларк \| Запасной \| Сент-Эндрюс \| \| 23 \| Грэм Пауэр \| Запасной \| О’Ханраханс[англ.] \| \| 24 \| Шейн О’Нил \| Запасной \| Палатин \| \| 25 \| Дарраг О’Брайан \| Запасной \| Эйре Ог[англ.] \| \| 26 \| Брайан Коули \| Запасной \| О’Ханраханс[англ.] \| |                    |                       |                         |
| Номер | Имя                | Позиция               | Клуб                    |
| 1 | Крейг Кирни        | Вратарь               | Палатин                 |
| 2 | Крис Кроули        | Правый корнер-бэк     | Палатин                 |
| 3 | Шейн Редмонд       | Фулл-бэк              | Тинриленд               |
| 4 | Конор Лоулор       | Левый корнер-бэк      | Палатин                 |
| 5 | Дэнни Моран        | Правый винг-бэк       | Тинриленд               |
| 6 | Дэниел Сент-Леджер | Центр-бэк             | Сент-Сильвестерс        |
| 7 | Гэри Келли         | Левый винг-бэк        | Маунт Ленстер Рейнджерс |
| 8 | Брендан Мёрфи      | Полузащитник          | Рэтвилли                |
| 9 | Шон Мёрфи          | Полузащитник          | Фенаг                   |
| 10 | Эоган Рут          | Правый винг-форвард   | Эйре Ог                 |
| 11 | Дарраг Фоли        | Центр-форвард         | Килбрайд                |
| 12 | Алан Келли         | Левый винг-форвард    | Рэтвилли                |
| 13 | Пол Бродерик       | Правый корнер-форвард | Тинриленд               |
| 14 | Киаран Моран       | Фулл-форвард          | Палатин                 |
| 15 | Джон Мёрфи         | Левый корнер-форвард  | Грандж                  |
| 16 | Робби Моллой       | Вратарь               | Рэтвилли                |
| 17 | Барри Джон Моллой  | Запасной              | Рэтвилли                |
| 18 | Киран Нолан        | Запасной              | Файтин Кокс             |
| 19 | Шон Ганнон         | Запасной              | Эйре Ог                 |
| 20 | Марк Ренник        | Запасной              | Палатин                 |
| 21 | Шейн Кларк         | Запасной              | Сент-Эндрюс             |
| 22 | Джейми Кларк       | Запасной              | Сент-Эндрюс             |
| 23 | Грэм Пауэр         | Запасной              | О’Ханраханс             |
| 24 | Шейн О’Нил         | Запасной              | Палатин                 |
| 25 | Дарраг О’Брайан    | Запасной              | Эйре Ог                 |
| 26 | Брайан Коули       | Запасной              | О’Ханраханс             |

### Достижения в гэльском футболе

#### Всеирландские турниры
- Всеирландские чемпионы Б: 1994
- Всеирландские чемпионы среди школьников[англ.]: 1973

#### Турниры Ленстера
- Чемпионы Ленстера: 1944
- Чемпионы Ленстера среди юниоров[англ.]: 1913, 1923, 1933
- Обладатели кубка О’Бирна[англ.]: 2002[англ.]

## Хёрлинг
В активе сборной Карлоу — три выигранных Кубка Кристи Ринга. До этого команда в 2006 году потерпела поражение на «Кроук Парк» от Антрима, а первую победу одержала в 2008 году над Уэстмитом со счётом 3-22 — 4-16 (исход игры решался в овертайме). Впервые с 1992 года они победили во втором по статусу турнире по хёрлингу среди графств; эта же победа стала первой для них в новом формате из 4 дивизионов, окончательно утверждённом в 2009 году. В 2009 году Карлоу выиграл у Дауна и получил право соревноваться в высшем статусе в рамках Всеирландского чемпионата 2010 года. Команда вылетела из высшего дивизиона в 2016 году, лишившись права играть в чемпионате Ленстера, но через год выиграла Кубок Кристи Ринга и вернулась в турнир высшего статуса. В чемпионате Ленстера Карлоу доходил до полуфинала в 1993 году, где проиграл Килкенни с разницей в 18 очков.
На клубном уровне Карлоу преподнёс сенсацию в 2013 году, когда команда «Маунт Ленстер Рейнджерс» выиграла клубный чемпионат Ленстера. В полуфинале был побеждён дублинский клуб «Баллибоден Сент-Энда», а в финале — «Уларт-Баллаг» из Уэксфорда. В розыгрыше Всеирландского чемпионата в полуфинале команда из Карлоу выбила чемпионов 2012 года — «Лохгил Шемрокс» из Антрима, но в финале проиграла голуэйской «Портамне».

### Достижения в хёрлинге

#### Всеирландские турниры
- Обладатели кубка Джо Макдонаха[англ.]: 2018[англ.], 2023[англ.]
- Обладатели кубка Кристи Ринга[англ.]: 2008[англ.], 2009[англ.], 2017[англ.]
- Всеирландские чемпионы Б: 1992
- Всеирландские чемпионы второго эшелона[англ.]: 1962
- Всеирландские чемпионы Б среди команд до 21 года: 2008
- Всеирландские чемпионы Б среди юниоров: 1998, 2002, 2003, 2004, 2005 (5 раз)

#### Турниры Ленстера
- Чемпионы Ленстера среди команд второго эшелона[англ.]: 1962
- Чемпионы Ленстера среди дублёров[англ.]: 1906, 1970
- Чемпионы Ленстера Б среди юниоров: 1998
- Обладатели кубка Кехоу[англ.]: 1986, 1990, 1992, 1999, 2005, 2006

## Камоги
В розыгрыше чемпионата вторых составов среди команд второго эшелона — Кубок Мэри Ни Хиннейд (англ. Máire Ní Chinnéide Cup) — команда Карлоу одержала победу в 2007 году, победив команду Монахана со счётом 0-10 — 1-3, а также брала титул в 2012 году. В 2015 году ими был выигран Кубок Нэнси Мюррей в рамках того же турнира, а в 2016 году и сам турнир (в финале обыграли сборную Арма со счётом 4-10 — 2-7). В 1991 году ими был выигран Всеирландский юниорский чемпионат C (победа над Арма со счётом 5-10 — 1-12), в 2010 году успех повторили на юниорском Всеирландском турнире C среди команд не старше 16 лет (победа над Митом со счётом 4-8 — 1-3). В 1991 году клуб «Нив Молинг» выиграл 3-й дивизион по камоги на Фестивале гэлов, а в 1995 году «Килдэвин» победил в 5-м дивизионе.
В 2010—2015 годах в графстве действовал план развития камоги под девизом «Наша игра, наша страсть» (англ. Our Game, Our Passion); к 2015 году планировалось в Карлоу, Каване, Лиишь, Лауте и Роскоммоне создать всего 17 новых клубов по этому виду спорта.